# Халабџа (покрајина)
Халабџа је једна од покрајина Ирачког Курдистана. Управно седиште је град Халабџа. Налази се на северу Ирака, односно на истоку Ирачког Курдистана, уз границу са Ираном. Становништво чине претежно Курди. 
Покрајина Халабџа је формирана 2015. године од четири дистрикта који су до тада припадали покрајини Сулејманији.

## Окрузи покрајине
- Пенџвин
- Шаразур
- Саид Садик
- Халабџа